# Briefing
Los anglicismos briefing o brief, así como sesión informativa, informaciones o informe, hacen referencia a un documento o reunión informativa que proporciona información a una entidad que lo crea o celebra. En el mundo publicitario, una agencia de publicidad puede generar una comunicación, anuncio o campaña publicitaria. Se usa habitualmente en el sector publicitario, el diseño, el subacuático (buceo) y el aeronáutico, sobre todo, así como en el militar. También se habla de un instructivo que se realiza antes del comienzo de una misión militar, un vuelo o de realizar una inmersión de buceo.

## Elbriefingen el mundo publicitario
El briefing es la parte estratégica de la preparación de una acción publicitaria. Es la elección ordenada, estratégica y creativa de los datos que  permitirán definir los objetivos. Es un documento escrito donde el departamento de mercadeo debe poner toda la información necesaria para dejar claras las diferencias comerciales y definir lo que se quiere conseguir con la publicidad. Lo crea la empresa cliente con su información del mercado y con las líneas básicas del plan de mercadeo de la marca que desea publicitar. Es un documento resumen, muy sintético, que facilita la labor de la agencia. 
El documento contiene una presentación del entorno y la estrategia de venta del producto o servicio. Tiene que ver mucho con las estrategias de marketing que se van a usar, las imágenes del producto y sobre todo las características del mismo. Debe existir una relación estrecha y de confianza entre la empresa y la agencia de publicidad. El uso del briefing es exclusivamente interno de la agencia, puesto que en él están plasmados datos confidenciales de sus clientes, los anunciantes, etc.
Un Brief es la hoja de vida del Cliente y sus productos o servicios; lo realiza el ejecutivo de cuenta o contacto; en ésta se incluye una breve reseña o historia de la compañía, producto o servicio.
También  encontramos estadísticas, target, objetivos, estrategias de marketing o público objetivo, resaltando los rasgos más importantes. 
Se hace un análisis en donde se enumeran las ventajas, oportunidades y desventajas del producto o servicio. Por último se hace un análisis de competencia y se describe el tipo de publicidad y medios utilizados por la misma.
Se utiliza según el tipo de cliente o el tamaño de la campaña, entre más grande sea la empresa o producto y quiera obtener más resultados, el brief igualmente deberá ser exigente y profundo.
El briefing no tiene un formato predefinido. Cada empresa tiene su propia forma de elaborarlo. Una agencia de publicidad o profesional de la comunicación comercial/institucional debe conocer como mínimo los datos reflejados en el siguiente índice:
1. Antecedentes históricos de la empresa anunciante, que paga por la realización de una campaña de publicidad. Este apartado debe proporcionar datos clave de la compañía, la categoría de producto o servicio, así como los principales competidores del mismo, incluyendo datos del canal de distribución, y aportar datos de imagen de marca, describiendo las principales ventajas (reales o emocionales) de la empresa, comparándolos con la competencia. Anécdotas, pensamientos o incluso pequeñas historias de empleados son de utilidad para la creación del eje de comunicación que debe seguir una campaña.
2. Documentación preexistente. Se trata de los documentos o publicidad anteriormente desarrollada por el anunciante. El ejecutivo de cuentas debe recabar información sobre cualquier soporte publicitario realizado previamente y enterarse de cuál fue su efecto sobre consumidores y anunciante.
3. Mercado total. Tamaño del mercado y la competencia directa e indirecta.
4. Mercado específico. Competencia directa.
5. Situación actual y real de la empresa y la marca. Imagen de marca e imagen de marca ideal. Posicionamiento.
6. Producto. Cuando la campaña de publicidad trata sobre un producto o servicio, este apartado debe describir sus rasgos y datos técnicos más notables, ubicación, coberturas, servicios, atributos del producto. Ventajas diferenciales.
7. Precio. Cuánto cuesta en términos monetarios y perceptuales la adquisición de su producto o servicio.
8. Envase. Colores, identificación, logo.
9. Competencia. Para saber cual es la ventaja diferenciadora del producto que se desea publicitar, se debe saber como es la competencia: quién es, qué hace, su cuota de mercado, su posicionamiento.
10. Canal de distribución o camino que el fabricante sigue para hacer llegar su producto al usuario o consumidor final. El producto puede pasar por intermediarios (mayoristas, minoristas...) entre el fabricante y el consumidor final o bien distribuirse de forma directa. Cuota de mercado y mercado potencial por zonas.
11. Consumidor. Identificación del consumidor tipo. Suele realizarse a través de estudio de mercado para entender qué tienen en la mente los consumidores cuando ven la marca comercial del anunciante. La futura campaña puede romper o conservar dicha personalidad, dependiendo de los objetivos de comunicación (lanzamiento, reposicionamiento, etc.)
12. Público objetivo. Descripción del público objetivo tanto en el punto de vista demográfico como, si es posible, en sus hábitos o conductas. Es importante suministrar datos procedentes de investigaciones realizadas, incluyendo información sobre el conocimiento de la marca del producto y de su competencia, así como los datos relativos referentes a la percepción que los consumidores tienen del producto antes de la campaña. Así, se pueden incluir en el anuncio palabras propias del mercado objetivo.
13. Público potencial. Es toda persona (sin diferenciar sexo, edad, raza) que se sienta atraída y llegue a la acción de compra del producto sin ser parte del público objetivo.
14. Tendencias del mercado. Incluyendo la moda y otras variaciones en el gusto y disposición de los consumidores.
15. Objetivos de mercadotecnia. Los pone el área de mercadotecnia de la empresa y para determinarlo debe preguntarse si se trata de una campaña de lanzamiento, relanzamiento, reposicionamiento o sostenimiento.
16. Monto a invertir. Cuánto presupuesto tiene la empresa para invertir en una campaña publicitaria. Lo más caro es la Pauta (segundo en TV – centímetro en diario). La agencia gana cuando compra los medios.
17. Tiempos. Período de tiempo que la campaña va a salir al público.

## Tipos debriefings

### Briefingcomo reunión diaria de planificación
Es una reunión corta, donde se revisan las tareas más importantes o críticas para el día. Un organizador o coordinador, convoca la reunión y expone secuencialmente todos los temas apuntados con anterioridad a la sesión informativa. Cada participante comenta brevemente las posibles acciones para el día, los inconvenientes que se podrían presentar y se arma entre todos un plan de acción. La reunión no debe llevar más de media hora y en el mejor de los casos se redacta un acta o nota con las acciones acordadas para el día, lo que se enviará por correo electrónico a todos los participantes.

### Briefingformal
Un briefing formal es un documento escrito que se entrega al diseñador, junto con el material de referencia, y que detalla un conjunto claro de objetivos que debe cumplir el diseño. Dichos objetivos pueden estar vinculados a aspiraciones creativas, valores estéticos, el desarrollo de la marca o criterios más tangibles, como el rediseño de una página web para incentivar las ventas. Por otro lado, el objetivo podría ser menos tangible y difícil de medir, como aumentar la notoriedad del Perfil corporativo.
Sea cual sea el objetivo del proyecto, disponer de un briefing formal permite a todas las partes implicadas comprender claramente los objetivos, además el briefing puede consultarse durante el proyecto para garantizar que se desarrolla según lo previsto.

### Briefinginformal
El segundo tipo de briefing es el informal y, con frecuencia, no es mucho más que una conversación rápida o una llamada. En tales casos, es importante que el diseñador (o publicista) tome notas y haga preguntas para comprender mejor lo que se pide y por qué.
También es una buena práctica complementar esta conversación informal con una carta o correo electrónico, para confirmar con el cliente las instrucciones y formalizar y consolidar los objetivos del proyecto. Este tipo de sesión informativa muestra el grado de entusiasmo del cliente y durante la primera conversación a veces se generan ideas creativas.

## Contra-briefing
Con frecuencia, el diseñador (o publicista) reescribe el briefing recibido del cliente a fin de comprender mejor sus requisitos y favorecer el encuentro de soluciones.
Unas veces sólo se necesita un sutil cambio de lenguaje, y otras, un replanteamiento más profundo de los objetivos del proyecto. Por ejemplo, un cliente puede creer que necesita una página web para aumentar las ventas, pero quizá lo que necesita es nuevo material de mercadotecnia.
Si el diseñador no ofrece al cliente los resultados previstos, es posible que el briefing fuera impreciso o no se hubiera captado correctamente. Reescribir el briefing brinda la oportunidad de cuestionarlo, clarificarlo y definirlo para garantizar que esté claro y que el diseño final cumpla los objetivos establecidos por el cliente.

## La estrategia
- Posicionamiento deseado para la marca

El anunciante debe concretar sus expectativas sobre la campaña publicitaria. Una vez realizada la campaña ¿cómo debería percibir el consumidor el producto anunciado? (qué sabe, qué piensa, qué siente).
- El estímulo en la mente del consumidor

¿Qué deberá pensar el consumidor al exponerse a los estímulos publicitarios diseñados en esa campaña?
- La respuesta

¿Qué se pretende que haga? ¿que compre el producto? ¿que vote a un partido político determinado? ¿que cambie de hábitos?
- Promesa básica

¿Qué se promete al público objetivo? ¿Qué se le da que la competencia no puede darle?
- Los puntos clave

Son los mensajes prioritarios. Se elaboran a partir del posicionamiento que se quiere conseguir. Se construye una lista de los mensajes que se han de comunicar por orden de prioridad, aceptando que en cada pieza publicitaria sólo se puede comunicar un mensaje principal, o a lo sumo, dos.
- La verdadera razón

Es la demostración de que lo que se afirma del producto o servicio, es cierto. Es la justificación de lo que se afirma en la frase plataforma. Otros autores lo llama permiso para creer. Por ejemplo:
¡DETERGENTE VIDALUZ LAVA MÁS BLANCO! (frase plataforma)
Porque contiene granulitos beta que eliminan la suciedad en profundidad (el motivo)
- La propuesta única de venta (PUV)

La propuesta única de venta es la ventaja que diferencia un producto de cualquier otro de similares características. Es muy importante averiguarla, o crearla si no existe. Se trata del eslogan utilizado para lograr cautivar al público objetivo y que realice la acción de compra.

## Otros datos dentro delbriefing
- El valor añadido del producto: Se trata de algún valor adicional que el producto brinda al consumidor al adquirir el mismo (como promoción, productos promocionales, etc.)
- Plan de contingencia: Es un documento anexado a la sesión informativa donde se plantean diversos problemas que se puedan suscitar dentro de la empresa o durante la campaña, acompañado de alguna alternativa o solución para el mismo. Por ejemplo: ¿qué hacer en caso de que la campaña no dé resultado?, ¿qué hacer si aparecen problemas internos en la empresa?
- Calendario, presupuesto y planificación: Se debe incluir un calendario de producción especificando la fecha propuesta para que la agencia realice la presentación. Hay que definir si la campaña está dirigida sólo a medios, si incluye un material ya dado por la empresa, etc. Reseñar el ámbito geográfico de la campaña, así como los costes previsibles de la misma.

### Aspectos legales y sociales
¿Debe prever la campaña consideraciones legales o restricciones de autorregulación? ¿hay que tener en cuenta sensibilidades relativas a otras marcas registradas? 
¿Existe sensibilidades étnicas o sociales con este producto, o un área de distribución determinada? 
Si se considera de utilidad, incluir casos de éxitos o fracasos dentro de esa categoría de productos, aportando razones por las que se han producido los cambios.

## Posibles problemas
Las posibles incidencias que puede tener la empresa respecto al producto a publicitar son:
1. Presupuesto: un bajo presupuesto para la comunicación.
2. Mala comunicación: debe transmitir la información de manera ordenada a la agencia de publicidad
  1. Información visual: la agencia va a la empresa para conocerla. Producción, directivos, etc.
  2. Información de prueba: para promocionar el producto, la agencia debe probarlo (packaging, información en el envase, degustación y pruebas del producto o servicio).
  3. Información de campo: todo lo que la empresa le puede dar a la agencia de publicidad en papeles y ya.

## Modos de envío de la información
La información puede darse de cuatro maneras:
1. Pública: lo que de la empresa puede aparecer publicado. INDEC, periódicos, etc.
2. Privada: lo que la empresa posee. Ventas, por ejemplo.
3. Investigada: puede formar parte del briefing. Investigaciones de mercado. Si no es muy actual, lo más probable es que no sirva de nada.
4. Específica: es el brief específicamente, la información que la empresa tiene que dar a la agencia para que ésta pueda armar una campaña.